# کالینین ۲۶۹۹
سیارک ۲۶۹۹ (به انگلیسی: 2699 Kalinin، نامگذاری:1976YX) دو هزار و ششصد و نود و نهمین سیارک کشف شده‌است که در ۱۶ دسامبر ۱۹۷۶ کشف شد.
قدر مطلق سیارک برابر ۱۱٫۷۰ است.